# Manuel Teles da Silva, 3.º marquês de Alegrete

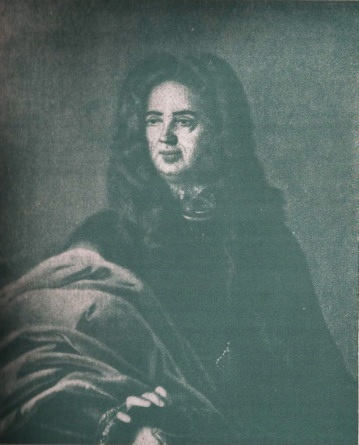
D. Manuel Teles da Silva, 3.º Marquês de Alegrete

Manuel Teles da Silva, 3.º marquês de Alegrete e 4.º conde de Vilar Maior, (Lisboa, 6 de fevereiro de 1682 — Lisboa, 9 de fevereiro de 1736) foi um nobre português.
Pertenceu ao Conselho de Estado, era Gentil-Homem da Câmera de D. João V de Portugal,  Senhor de Alegrete 1729, comendador das comendas de Albufeira e numerosas outras na Ordem de Cristo.
Secretário perpétuo da Academia Real da História, instituída por D. João V de Portugal. Latinista como o pai e o avô, era um verdadeiro erudito, versado em matemática e em história; para ser um completo fidalgo, segundo o ideal da sociedade do século XVIII, conhecia muito a teoria da equitação.
Segundo o Agiologio Lusitano, terá sido o 194º provedor da Santa Casa da Misericórdia de Lisboa.

## Obras
- 1 - «Historia da Academia Real da Historia Portugueza», Lisboa, 1727;
- 2 - volume de poemas e epigramas latinos, publicados em 1723;
- 3 - três cartas em latim a Antonio Rodrigues da Costa, uma a Jacob de Castro Sarmento, e um elogio de Antonio Rodrigues da Costa.
- 4 - na «Collecção dos Documentos e Memorias da Academia» há Contas de estudos, Discursos, Elogios, etc.

Consta ser mais importante o que deixou em manuscrito:
- «Epitome da historia de Portugal até D. João III»,
- um Tratado da esphera, dividido em 12 tratados,
- um Tratado sobre a origem da impressão,
- uma Instrucção util para os que começam a ler historia,
- e a história em verso latino do Concilio de Calcedônia e do 3.º Concilio de Constantinopla.
- finalmente, grande número de elogios, epigramas e odes em latim.

## Casamento e descendência
Casou em 8 de setembro de 1698 com D. Eugênia Rosa de Lorena (1683-1724) filha de D. Nuno, 1º duque de Cadaval, e da duquesa D. Margarida de Lorena.
Foram pais de:
- 1 - Margarida Ana de Lorena (1703-?), marquesa de Penalva pelo seu casamento;
- 2 - Fernão Teles da Silva, (1703-1759), 4.º Marquês de Alegrete;
- 3 - Helena Josefa de Lorena (1704-1738), casada com o 3.º conde de Óbidos;
- 4 - Nuno da Silva Teles (1709-1739), marquês de Niza pelo casamento com a herdeira da Casa de Niza;
- 5 - Ana Clara da Silva (1710-1713)
- 6 - Luísa de Lorena (1712-?), que casou com D. José João de Portugal e Castro, marquês de Valença;
- 7 - Maria de Lorena (1716-?); casada com o 3.º marquês de Angeja